# イソコリスミ酸シンターゼ
イソコリスミ酸シンターゼ(Isochorismate synthase, EC 5.4.4.2)は、大腸菌においてビタミンK2（メナキノン）生合成の最初のステップを触媒する異性化酵素である。系統名はisochorismate hydroxymutaseである。
コリスミ酸の炭素間でヒドロキシル基を転移するため、分子内トランスフェラーゼに分類される。
温度37℃、pH7.5-8で最も活性化する。補因子として、100μM-1 mMのマグネシウムイオン(Mg2+)を必要とする。阻害剤には、以下のようなものがある。
- (4R,5R)-4-ヒドロキシ-5-(1-カルボキシビニルオキシ)-シクロヘキサ-1-エン カルボン酸塩
- (4R,5R)-4-ヒドロキシ-5-カルボキシメチル-シクロヘキサ-1-エン カルボン酸塩
- (4R,5R)-5-(2-カルボキシ-allyloxy)-4-ヒドロキシ-シクロヘキサ-1-エン カルボン酸塩
- (4R,5R,6S)-6-アンモニオ-5-[(1-カルボン酸エチル)オキシ]-4-ヒドロキシシクロヘキサ-1-エン-1-カルボン酸塩
- (4R,5R,7R)-5-(1-カルボキシ-エトキシ)-4-ヒドロキシシクロヘキサ-1-エン カルボン酸塩
- (4R,5R,7S)-5-(1-カルボキシ-エトキシ)-4-ヒドロキシシクロヘキサ-1-エン カルボン酸塩
- (4R,5S,6S)-4-ammonio-5-[(1-カルボン酸エチル)オキシ]-6-ヒドロキシシクロヘキサ-1-エン-1-カルボン酸塩
- (4R,5S,6S)-5-[(1-カルボン酸エチニル)オキシ]-4,6-ジヒドロキシシクロヘキサ-1-エン-1-カルボン酸塩[2]
- Cu2+
- Hg2+
- K+
- 1 mM以上のMg2+
- N-エチルマレイミド

## 名前

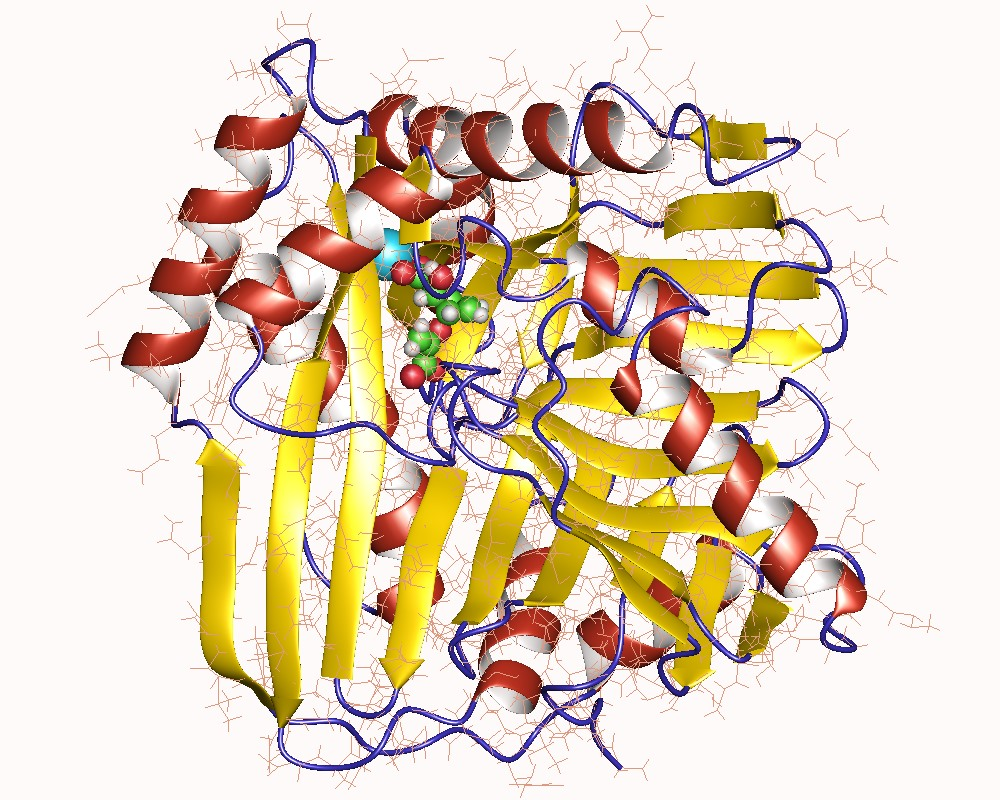
大腸菌のEntC単量体

MenFは、大腸菌のメナキノン生合成経路で見られるイソコリスミ酸シンターゼをコードする遺伝子であり、大腸菌のエンテロバクチン経路で見られるイソコリスミ酸シンターゼをコードするentCとは別のものである。この酵素は、緑膿菌におけるサリチル酸生合成の最初のステップを触媒する。次のように、他の生物で見られるホモログがいくつかある。
| 遺伝子/酵素名            | 生物 |
| ------------------------ | --- |
| ICS                      | - シロイヌナズナ - イデユコゴメ - ダイズ - ベンサミアナタバコ - フレモントコットンウッド - Populus angustifolia - アメリカヤマナラシ |
| ICS1                     | - シロイヌナズナ |
| ICS1 gene product        | - シロイヌナズナ - イデユコゴメ |
| ICS2                     | - シロイヌナズナ |
| Isochorismate synthase   | - シロイヌナズナ - イデユコゴメ - ダイズ                                                                                             |
| Isochorismate synthase 1 | - シロイヌナズナ |
| Mbtl                     | - 結核菌 |
| PchA                     | - 緑膿菌 |